# Liste antiker Ortsnamen und geographischer Bezeichnungen/Ad
| Lateinischer Name              | Griechischer Name                                   | Beschreibung                                                                          | Heute | Quellen und Verweise                                                                        | Lage |
| ------------------------------ | --------------------------------------------------- | ------------------------------------------------------------------------------------- | --- | ------------------------------------------------------------------------------------------- | ---- |
| Ad Aquas Gradatas              |                                                     | Seehafen von Aquileia                                                                 | Grado an der Adriaküste                                                                                            | PECS;                                                                                       |      |
| Ad Centenarium, Ad Centuriones |                                                     | Wegstation in Gallien                                                                 | | Smith;                                                                                      |      |
| Ad Confluentes                 |                                                     | siehe Confluentes                                                                     | |                                                                                             |      |
| Ad Fines                       |                                                     | Kastell am rheinischen Limes                                                          | Pfyn im Kanton Thurgau in der Schweiz                                                                              |                                                                                             |      |
| Ad Flexum                      |                                                     | Kastell am Limes Pannonicus                                                           | Mosonmagyaróvár in Ungarn                                                                                          |                                                                                             |      |
| Ad Herculem                    |                                                     | spätantiker Garnisonsort am pannonischen Donaulimes                                   | Ruinen der Festung am Ortsrand des Dorfes Pilismarót im Komitat Komárom-Esztergom in Ungarn                        |                                                                                             |      |
| Ad Horrea                      |                                                     | Stadt in Gallia Narbonensis                                                           | links der Mündung der Siagne, etwa 8 km westlich von Cannes                                                        | Smith;                                                                                      |      |
| Ad Maiores                     |                                                     | siehe Negrenenses Maiores                                                             | |                                                                                             |      |
| Ad Martis                      |                                                     | Ort in Gallia Narbonensis                                                             | Oulx im italienischen Piemont                                                                                      |                                                                                             |      |
| Ad Militare                    |                                                     | römisches Grenzkastell am niederpannonischen Limes.                                   | in der kroatischen Ortschaft Batina (Kiskőszeg).                                                                   |                                                                                             |      |
| Ad Mures                       |                                                     | Militärkastell am Limes Pannonicus                                                    | Bumbumkút, nordwestlich der Stadt Ács im Komitat Komárom-Esztergom, Nordungarn                                     |                                                                                             |      |
| Ad Novas                       |                                                     | römisches Grenzkastell am niederpannonischen Limes                                    | Liegt heute in der kroatischen Ortschaft Zmajevac (Vörösmart).                                                     |                                                                                             |      |
| Ad Novas                       |                                                     | Wechselstation an der Via Appia                                                       | Santa Maria a Vico in Kampanien in Italien                                                                         |                                                                                             |      |
| Ad Novas                       |                                                     | Wegstation in Mauretania Tingitana                                                    | | Itin. Anton. 24,2; PECS; Pleiades;                                                          |      |
| Ad Pannonios                   |                                                     | römisches Hilfstruppenlager in Dacia                                                  | auf dem Gemeindegebiet von Teregova, Kreis Caraș-Severin, Rumänien                                                 | PECS;                                                                                       |      |
| Ad Pertusa                     |                                                     | Stadt in Africa proconsularis                                                         | Harairia in Tunesien, 10 km westlich von Tunis                                                                     |                                                                                             |      |
| Ad Pontem                      |                                                     | römische Stadt in Britannien                                                          | bei Thorpe, südlich von Newark-on-Trent in Nottinghamshire, England                                                | PECS;                                                                                       |      |
| Ad Praetorium                  | Πραιτώριον (Praitōrion)                             | Ort in Pannonia superior                                                              | bei Suvaja nahe Kozarska Dubica in Bosnien                                                                         | Smith;                                                                                      |      |
| Ad Sava Municipium             |                                                     | Wegstation westlich von Sitifis in Mauretania                                         | | PECS; Pleiades;                                                                             |      |
| Ad Saxa Rubra                  |                                                     | siehe Saxa Rubra                                                                      | |                                                                                             |      |
| Ad Silanum                     |                                                     | Wegstation in Gallien                                                                 | südlich von Nasbinals in Frankreich                                                                                | PECS; Pleiades;                                                                             |      |
| Ad Statuas                     |                                                     | römisches Kohortenkastell am pannonischen Donaulimes                                  | im ungarischen Dorf Várdomb, im Komitat Tolna                                                                      |                                                                                             |      |
| Ad Statuas                     |                                                     | römisches Kohortenkastell am pannonischen Donaulimes                                  | auf der zur Stadt Ács gehörenden Gemarkung nördlich des Gehöfts Vaspuszta im Komitat Komárom-Esztergom, Nordungarn |                                                                                             |      |
| Ad Statuas, Statio ad Statuas  |                                                     | Ort in Latium                                                                         | San Cesareo in Latium                                                                                              |                                                                                             |      |
| Ad Stoma                       |                                                     | Ort in Moesia                                                                         | südöstlich von Tulcea in Rumänien, im Mündungsdelta der Donau                                                      | PECS; Smith;                                                                                |      |
| Ad Turrem                      |                                                     | Wegstation in Gallien                                                                 | Tourves in Frankreich                                                                                              | PECS; Pleiades;                                                                             |      |
| Ad Turres                      |                                                     | Stadt in Bruttium                                                                     | |                                                                                             |      |
| Ad Turres                      |                                                     | Stadt in Byzacena                                                                     | |                                                                                             |      |
| Ad Turres                      |                                                     | Stadt in Liburnia                                                                     | Crikvenica in Kroatien                                                                                             |                                                                                             |      |
| Ad Turres                      |                                                     | Stadt in Etruria                                                                      | |                                                                                             |      |
| Ad Turres                      |                                                     | Stadt in Illyria                                                                      | Tasovčići bei Čapljina in Bosnien-Herzegowina                                                                      | PECS;                                                                                       |      |
| Ad Turres                      |                                                     | Stadt in Latium                                                                       | an der Küste nahe San Felice Circeo                                                                                |                                                                                             |      |
| Ad Turres                      |                                                     | Stadt der Oretani in Hispania Tarraconensis                                           | | Smith (1);                                                                                  |      |
| Ad Turres                      |                                                     | Stadt der Contestani in Hispania Tarraconensis                                        | | Smith (2);                                                                                  |      |
| Ad Turres Albas, Turres Albae  |                                                     | Stadt in Latium                                                                       | | Smith;                                                                                      |      |
| Adada                          | Ἄδαδα (Adada)                                       | Stadt in Pisidien                                                                     | | PECS; RE; Smith;                                                                            |      |
| Adana, Antiocheia ad Sarum     | Ἄδανα (Adana)                                       | Stadt im nordöstlichen Kilikien (Kilikia Pedias)                                      | Adana in der Türkei                                                                                                | PECS; RE; Smith;                                                                            |      |
| Adane                          |                                                     |                                                                                       | | Smith;                                                                                      |      |
| Addua                          |                                                     | Nebenfluss des Padus                                                                  | Adda, Nebenfluss des Po                                                                                            | RE; Smith;                                                                                  |      |
| Adeisaga                       |                                                     | Ort in Hinterindien                                                                   | | RE;                                                                                         |      |
| Adiabene                       | Ἀδιαβηνή (Adiabēnē)                                 | Gebiet zwischen Oberem und Unterem Zab, auch Assyrien insgesamt                       | | RE;                                                                                         |      |
| Adis, Adys                     | Ἀδίς (Adis), Ἄδης (Adēs)                            | Stadt in Nordafrika, Schauplatz der Schlacht von Adys                                 | möglicherweise Oudna, das antike Uthina, 30 km südlich von Karthago                                                | Polybios 1.30; RE; Smith;                                                                   |      |
| Adonis                         | Ἄδωνις (Adōnis)                                     | kleiner Fluss, der im Libanon entspringt und südlich von Byblos ins Mittelmeer mündet | Nahr Ibrahim | Strabon 755; Lukian de Dea Syr. 6; Plin. Nat. 5.20.; Nonn. Dionys. 3.80, 20.144; RE; Smith; |      |
| Adoreus                        |                                                     | Berg in Phrygia                                                                       | | RE; Smith;                                                                                  |      |
| Adorsi                         |                                                     |                                                                                       | | Smith;                                                                                      |      |
| Adraa                          | Ἀδράα (Adraa)                                       | Stadt der Dekapolis im Süden des heutigen Syrien bei Dar'a                            | | RE; Smith;                                                                                  |      |
| Adraistae                      | Ἀδραισταί (Adraistai)                               | Volk in India                                                                         | | RE; Smith;                                                                                  |      |
| Adramitae                      | Ἀδραμῖται (Adramitai)                               | Volksstamm in Arabia Felix                                                            | | RE; Smith;                                                                                  |      |
| Adramyenttus Sinus             |                                                     |                                                                                       | | Smith;                                                                                      |      |
| Adramyttium                    |                                                     | Stadt in Mysia                                                                        | | RE; Smith;                                                                                  |      |
| Adrana                         |                                                     | Fluss in Germania magna                                                               | | RE; Smith;                                                                                  |      |
| Adrans                         |                                                     |                                                                                       | | Smith;                                                                                      |      |
| Adranum, Hadranum              |                                                     | Stadt am südwestlichen Abhang des Ätna                                                | Adrano | PECS; RE; Smith;                                                                            |      |
| Adria                          | Ἀδρία (Adria)                                       | Stadt in Gallia cisalpina                                                             | Adria in Venetien                                                                                                  | PECS; Smith;                                                                                |      |
| Adria                          | Ἀδρία (Adria)                                       | Stadt im Picenum                                                                      | Atri | Smith;                                                                                      |      |
| Adriaticum Mare                | ὁ Ἀδρίας (ho Adrias), Ἰόνιος κόλπος (Ionios kolpos) | Adriatisches Meer                                                                     | | RE; Smith;                                                                                  |      |
| Adrumetum                      |                                                     |                                                                                       | | RE; Smith;                                                                                  |      |
| Adrus                          |                                                     |                                                                                       | | Smith;                                                                                      |      |
| Aduatica                       |                                                     | befestigter Platz im Gebiet des keltischen Stammes der Eburonen                       | | RE; Smith;                                                                                  |      |
| Aduatici                       |                                                     | Volk in Gallia Belgica                                                                | | RE; Smith;                                                                                  |      |
| Adula Mons                     |                                                     |                                                                                       | | Smith;                                                                                      |      |
| Adule                          |                                                     | Stadt am Arabicus Sinus                                                               | | RE; Smith;                                                                                  |      |
| Adulitae                       |                                                     | Volksstamm in der Regio Troglodytica                                                  | an der Küste Abessiniens                                                                                           | RE; Smith;                                                                                  |      |
| Adyrmachidai                   |                                                     | Volksstamm der Libyer                                                                 | | RE; Smith;                                                                                  |      |